# Lawrence H. White
Lawrence H. White (27 de noviembre de 1954) es profesor de economía en la Universidad George Mason que enseña teoría y política monetaria. Se le considera una autoridad en la historia y la teoría de la banca libre. Sus escritos apoyan la abolición de la Reserva Federal y la promoción de la banca privada y la competencia.

## Carrera
White obtuvo su licenciatura en la Universidad de Harvard (1977) y su doctorado en la Universidad de California en Los Ángeles (1982). Antes de su cargo actual en la Universidad George Mason, ocupó un puesto como profesor de historia económica del Departamento de Economía de la Universidad de Misuri-St. Louis de 2000 a 2009, donde enseñó historia económica americana, teoría monetaria y banca. Anteriormente, fue profesor asistente en la Universidad de Nueva York y profesor asociado en la Universidad de Georgia en Athens, Georgia.
Artículos de Lawrence H. White sobre teoría monetaria y la historia de la banca han aparecido en el American Economic Review, el Journal of Economic Literature, el Diario del dinero, el crédito y bancarias, así como otras revistas especializadas. White es editor asociado de la "Review of Austrian Economics", editor colaborador de la revista de la Foundation for Economic Education, The Freeman, y académico asociado del Cato Institute.

## Puntos de vista económicos
White ha sido influenciado por y escribe sobre la escuela austriaca de economía y se considera a sí mismo un "economista que valora la tradición austriaca". Ha analizado la teoría y la historia de la banca libre, un sistema en virtud del cual los bancos comerciales y las fuerzas del mercado controlan la prestación de servicios bancarios. Él apoya "despolitizar la oferta de dinero," considera factibles los "acuerdos monetarios de libre mercado" y argumenta que el mercado de las instituciones monetarias puede obtener más credibilidad.
El libro de White, Banca libre en Gran Bretaña analiza los sistemas eficientes de banca libre en Escocia, que duró 128 años hasta que fue suprimida por el parlamento británico, que estaba teniendo problemas con su propio sistema bancario. El libro trajo respetabilidad en la economía académica a la idea de banca libre. Sin embargo, algunos partidarios de la banca libre que prefieren la moneda respaldada por productos básicos en vez de la moneda de reserva fraccionaria privada no están de acuerdo con su interpretación de la banca escocesa como plenamente libre. White ha respondido a sus argumentos. Sin embargo, White no descarta la posibilidad de que en un mercado libre las personas podrían preferir un respaldo en productos, tales como el patrón oro.
El libro de White de 1999 La teoría de las instituciones monetarias es una explicación teórica e histórica de ambos regímenes monetarios existentes y alternativos utilizados como avanzada de texto de pregrado y postgrado en economía. El profesor Steve Hanke escribe que "White ofrece una perspectiva perspicaz única en un área difícil y controvertida, y sus argumentos y análisis son inmejorables".
White, quien ha sido profesor visitante en el Banco de la Reserva Federal de Atlanta, con frecuencia ha criticado el sistema de la Reserva Federal. Ha escrito que la profesión económica está fuertemente influenciado por la Reserva Federal a causa de los millones de dólares en becas de investigación que suministra a los académicos. White ha sido citado diciendo que los bancos nacionalizados "desvian dinero a los usos más votos-productivos en lugar de los usos económicamente más productivos". la opinión de White sobre la utilidad de la transferencia de dinero digital a través del teléfono móvil y en su crítica de la Banca de Objeto Limitado se han mencionado en las publicaciones tradicionales.
White recibió un doctorado honorario de la Universidad Francisco Marroquín en 2011 por su investigación sobre la política monetaria y la historia monetaria.

## Libros
- The Clash of Economic Ideas: The Great Policy Debates and Experiments of the Last Hundred Years, Cambridge, England: Cambridge University Press, 2012, ISBN 1107012422, ISBN 978-1107012424
- Free Banking in Britain: Theory, Experience and Debate 1800-1845, 2nd ed., London: Institute of Economic Affairs, 2009, ISBN 0-255-36375-3
- Editor, The pure theory of capital, Volume 12 of The Collected Works of F. A. Hayek, University of Chicago Press, 2007, ISBN 0-226-32099-5, ISBN 978-0-226-32099-1
- Editor, The History of Gold and Silver, 3 vols., London: Pickering and Chatto, 2000.
- The Theory of Monetary Institutions, Oxford: Basil Blackwell, 1999 ISBN 0-631-21214-0
- Editor, The Crisis in American Banking, New York: New York University Press, 1993
- Editor, Free Banking, 3 vols., Aldershot, UK: Edward Elgar, 1993
- Editor, African Finance: Research and Reform, San Francisco: ICS Press, 1993
- Competition and Currency: Essays on Free Banking and Money, New York: New York University Press, 1992, ISBN 0-8147-9247-2
- Editor, William Leggett, Democratick Editorials: Essays in Jacksonian Political Economy, Indianapolis: Liberty Press, 1984